# Robert Allen Rolfe
Robert Allen Rolfe (1855 - 1921) foi um botânico inglês.